# فيلي فاغان
فيلي فاغان (بالإنجليزية: Willie Fagan)‏ (20 فبراير 1917 في المملكة المتحدة - 9 فبراير 1992 في المملكة المتحدة) هو مدرب كرة قدم ولاعب كرة قدم بريطاني (وحمل سابقاً جنسية المملكة المتحدة لبريطانيا العظمى وأيرلندا) في مركز مهاجم داخلي. شارك مع منتخب اسكتلندا لكرة القدم. أما مع النوادي، فقد لعب مع بريستون نورث إيند وليسبورن ديستليري ونادي سلتيك ونادي ليفربول ونادي ويموث.

## وصلات خارجية
- فيلي فاغان على موقع قاعدة بيانات كرة القدم.إي يو (الإنجليزية)